# Lundey (Skjálfandi)
Diese Insel Lundey (isl. für „Papageitaucher-Insel“) ist eine kleine, unbewohnte Insel in der Bucht Skjálfandi etwa 8 Kilometer nördlich der Stadt Húsavík im Norden Islands. 
Sie ist etwa 500 Meter lang und knapp 300 Meter breit, bei einer Fläche von 0,1 km².
Es gibt in Island noch zwei weitere Inseln mit dem Namen Lundey:
- Lundey (Skagafjörður)
- Lundey (Kollafjörður)